# Brønnøy
Brønnøy è un comune norvegese della contea di Nordland. Fa parte della regione di Helgeland. Il centro amministrativo e commerciale del comune è la città di Brønnøysund.

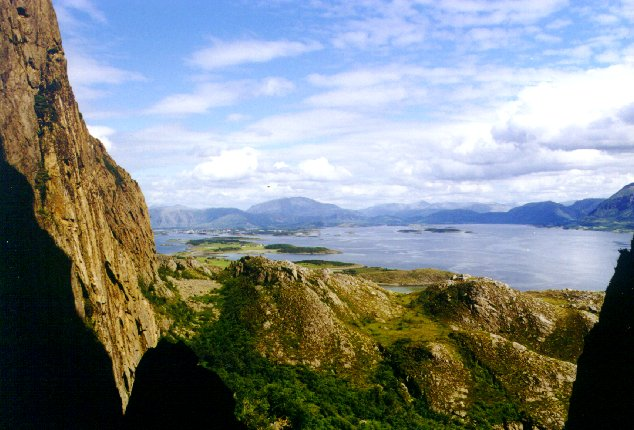
Paesaggio nel territorio comunale.